# 楊婕 (排球運動員)
杨婕（1994年3月1日—）是中國女排運動員；在上海队時司职主攻手，而於國家隊中則在教练安排下改打接应。

## 簡介
杨婕的父母都是河北省排球队的成員，父親在退役後還當上河北队的教練。在她10歲時，由於父母認為河北女排的水平只是一般，於是把她送到上海市少体校接受更好的訓練；憑藉良好的天賦，她到12歲時已入選上海青年排球队。2007年，僅13歲的杨婕入選上海排球队；其後並透過人才引进计划，將戶口轉到上海。
2010年，杨婕入选由王宝泉出任主教练的中国国家女子排球队大名单，但未幾又被退回地方队；後來，到俞觉敏出任主教练時，她才再次入選。